# Little Rock
För andra betydelser, se Little Rock (olika betydelser).
Little Rock är huvudstad och den största staden i den amerikanska delstaten Arkansas. Little Rock är nästan beläget mitt i centrum av Arkansas och är också huvudort i Pulaski County. Namnet Little Rock kommer från en klippformation på den södra stranden av Arkansas River kallad La Petite Roche, ("den lilla klippan" eller "little rock") som var namnet som platsen gavs av franska upptäcktsresande. På andra sidan floden fanns en större klippformation och för att skilja platserna från varandra kallades dessa lilla klippan "Little Rock" respektive "Big Rock". Little Rock valdes som huvudstad vid delstatens bildande eftersom den tidigare huvudstaden "Arkansas post" var belägen i sankmark och inte lämpade sig för framtida utbyggnad och som huvudstad.
Stadens flygplats heter Clinton National Airport. Den har förbindelse med flera amerikanska storstäder, bland annat Chicago. Det finns också en Amtrak-tågförbindelse till Little Rock. Little Rock har tillsammans med North Little Rock en spårväg som går mellan båda städernas centrum, River Rail Streetcar.  	 
Rockgruppen Evanescence kommer från Little Rock, och presidentkandidaten Wesley Clark som 2004 ställde upp i demokraternas presidentvalskampanj bor i staden. USA:s tidigare president Bill Clinton var dessförinnan Arkansas guvernör och bodde då i Little Rock där också hans presidentbibliotek finns. Bandet School Boy Humor kommer också från Little Rock.

## Kända personer födda i Little Rock
- John M. Jumper, AI-forskare, Nobelpristagare i kemi
- John Kocinski, roadracingförare
- John LeCompt, gitarrist
- Douglas MacArthur, general